# Terebella gigantea
Terebella gigantea är en ringmaskart som beskrevs av Montagu 1818. Terebella gigantea ingår i släktet Terebella och familjen Terebellidae. Inga underarter finns listade i Catalogue of Life.